# Trigonopterus
Trigonopterus – rodzaj chrząszczy z rodziny ryjkowcowatych i podrodziny krytoryjków.

## Morfologia

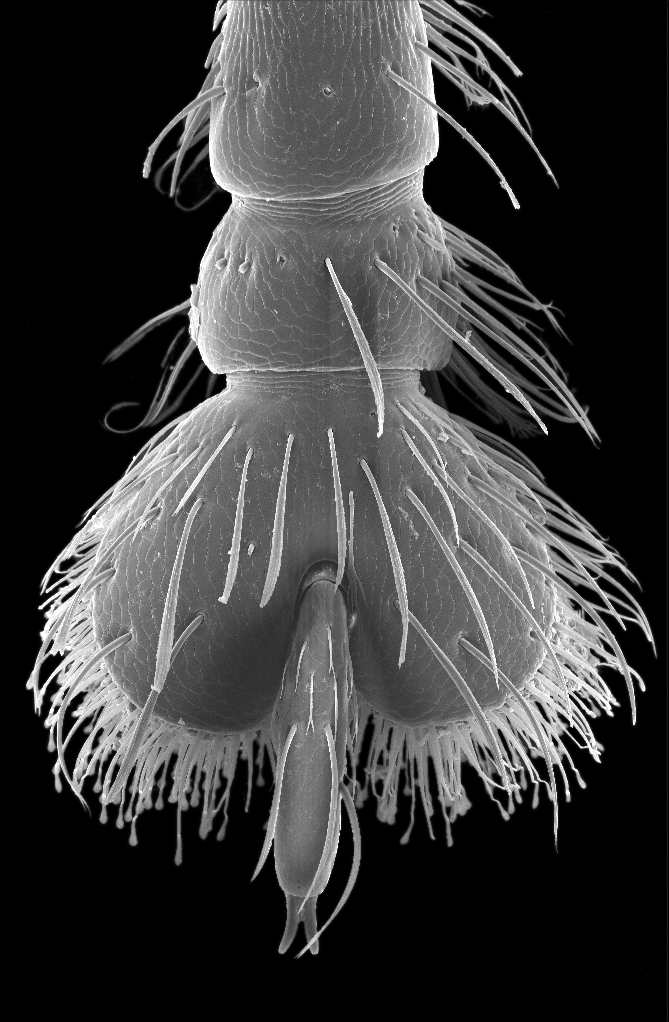
Wierzchołek stopy z widocznymi zdrobniałymi pazurkami

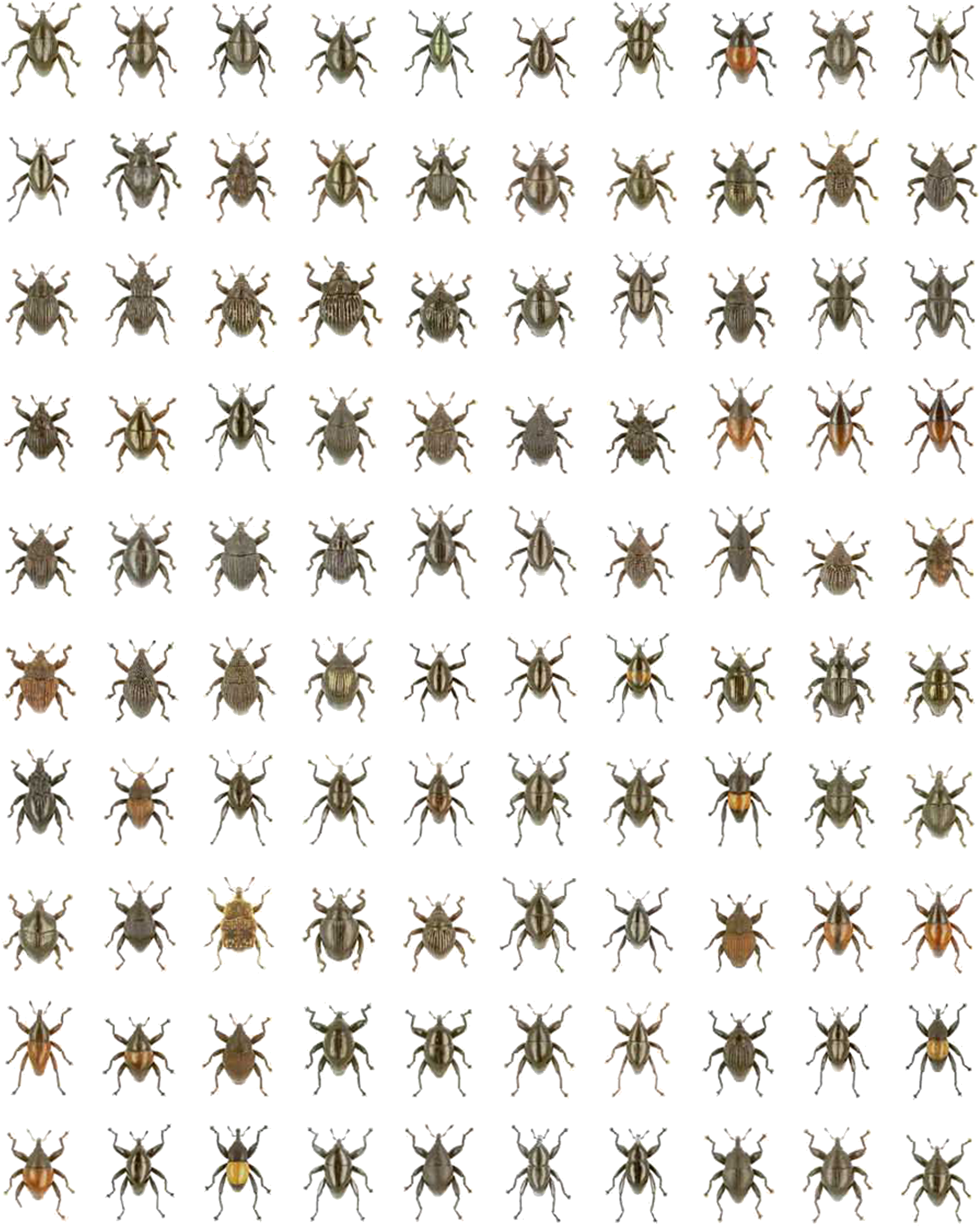
Sto przykładowych gatunków

Chrząszcze o ciele długości od 1,5 do 6 mm, najczęściej ubarwione rdzawo, brązowo lub czarno, zwykle pozbawione gęstego owłosienia. Ryjek w stanie spoczynku nie sięga ku tyłowi do środkowej części bioder środkowej pary. Tarczka jest od zewnątrz zupełnie niewidoczna. Skrzydła tylnej pary są całkowicie zanikłe. Pęcherzyk śródtułowiowy jest głęboki i od tyłu zamknięty. Pokrywy mają po dziewięć rzędów, przy czym czasem są one słabo dostrzegalne. Przetchlinka zatułowia umieszczona jest na zapiersiu i widoczna od zewnątrz. Metanepisternum nie występuje. Odnóża mają stopy o silnie zredukowanych pod względem rozmiarów pazurkach.

## Ekologia i występowanie
Owady te zasiedlają pierwotne lasy równikowe, od nizin po góry. Bytują na roślinach, w ściółce i na powierzchni gleby.
Zasięg rodzaju obejmuje południe krainy orientalnej i północ krainy australijskiej, w tym Tajlandię, Malezję, Filipiny, Singapur, Brunei, Indonezję, Papuę-Nową Gwineę, Wyspy Salomona, Samoa, Australię i Nową Kaledonię. Najwięcej, ponad 130 gatunków, stwierdzono na wyspie Celebes. Przypuszczalne centrum różnorodności rodzaju znajdować się jednak może na Nowej Gwinei, gdzie stwierdzono ponad 100 gatunków, w tym ponad 50 gatunków na pojedynczym stanowisku.

## Taksonomia
Rodzaj ten wprowadzony został w 1862 roku przez Alberta Fauvela na łamach „Bulletin de la Société Linnéenne de Normandie”. Gatunkiem typowym został T. insignis.
Do rodzaju tego zalicza się 481 opisanych gatunków:

- Trigonopterus abnormis Riedel, 2019
- Trigonopterus acuminatus Riedel, 2014
- Trigonopterus acutus Narakusumo & Riedel, 2021
- Trigonopterus adspersus Riedel, 2019
- Trigonopterus aeneipennis Riedel, 2013
- Trigonopterus aeneomicans Riedel, 2014
- Trigonopterus aeneoniveus Fairmaire, 1879
- Trigonopterus aeneus Riedel, 2013
- Trigonopterus aequalis (Pascoe, 1872)
- Trigonopterus agathis Riedel, 2013
- Trigonopterus agilis Riedel, 2013
- Trigonopterus alaspurwensis Riedel, 2014
- Trigonopterus albidosparsus (Lea, 1913)
- Trigonopterus albopunctatus Rheinheimer, 2013
- Trigonopterus allaetus Riedel, 2016
- Trigonopterus allopatricus Riedel, 2014
- Trigonopterus allotopus Riedel, 2014
- Trigonopterus ambangensis Riedel, 2019
- Trigonopterus ampanensis Riedel, 2019
- Trigonopterus amphoralis Marshall, 1925
- Trigonopterus ampliatus (Pascoe, 1885)
- Trigonopterus amplipennis Riedel, 2013
- Trigonopterus analis Riedel, 2019
- Trigonopterus ancora Narakusumo & Riedel, 2021
- Trigonopterus ancoruncus Riedel, 2013
- Trigonopterus angulatus Riedel, 2013
- Trigonopterus angulicollis Riedel, 2014
- Trigonopterus angustus Riedel, 2013
- Trigonopterus anthracinus (Voss, 1960)
- Trigonopterus anthrax Fairmaire, 1881
- Trigonopterus apicalis Riedel, 2013
- Trigonopterus arachnobas Riedel, 2019
- Trigonopterus arcanus Narakusumo & Riedel, 2021
- Trigonopterus argopurensis Riedel, 2014
- Trigonopterus arjunensis Riedel, 2014
- Trigonopterus armatus Riedel, 2013
- Trigonopterus armipes Riedel, 2019
- Trigonopterus artemis Riedel, 2019
- Trigonopterus ascendens Riedel, 2013
- Trigonopterus asper Riedel, 2014
- Trigonopterus asterix Riedel, 2019
- Trigonopterus athertonensis Riedel, 2016
- Trigonopterus attenboroughi Riedel, 2014
- Trigonopterus atuf Narakusumo & Riedel, 2019
- Trigonopterus augur Riedel, 2013
- Trigonopterus australinasutus Riedel, 2016
- Trigonopterus australis Riedel, 2016
- Trigonopterus bakeri (Hustache, 1925)
- Trigonopterus baliensis Riedel, 2014
- Trigonopterus balimensis Riedel, 2013
- Trigonopterus barbipes Riedel, 2019
- Trigonopterus basalis Riedel, 2013
- Trigonopterus basimaculatus (Voss, 1960)
- Trigonopterus batukarensis Riedel, 2014
- Trigonopterus bawangensis Riedel, 2014
- Trigonopterus bicolor Marshall, 1921
- Trigonopterus biguttatoides Rheinheimer, 2013
- Trigonopterus biguttatus Rheinheimer, 2013
- Trigonopterus binodulus Riedel, 2014
- Trigonopterus binotatus Marshall, 1921
- Trigonopterus bisignatus Riedel, 2016
- Trigonopterus bisinuatus Riedel, 2016
- Trigonopterus bonthainensis Riedel, 2019
- Trigonopterus boolbunensis Riedel, 2016
- Trigonopterus bornensis Riedel, 2014
- Trigonopterus bryani Marshall, 1931
- Trigonopterus caesipes Marshall, 1931
- Trigonopterus cahyoi Riedel, 2014
- Trigonopterus carinatus Rheinheimer, 2013
- Trigonopterus carinirostris Riedel, 2019
- Trigonopterus carolineae Zimmerman, 1941
- Trigonopterus castaneipennis Riedel, 2019
- Trigonopterus caudatus Heller, 1920
- Trigonopterus celebensis Riedel, 2019
- Trigonopterus chewbacca Van Dam & Riedel, 2016
- Trigonopterus cirripes Riedel, 2019
- Trigonopterus collaris Riedel, 2019
- Trigonopterus conformis Riedel, 2013
- Trigonopterus conicus Rheinheimer, 2013
- Trigonopterus constrictus Riedel, 2013
- Trigonopterus convexus (Faust, 1898)
- Trigonopterus cooktownensis Riedel, 2016
- Trigonopterus coriarius Heller, 1920
- Trigonopterus corona Narakusumo & Riedel, 2021
- Trigonopterus costatulus Riedel, 2019
- Trigonopterus costatus Riedel, 2013
- Trigonopterus costicollis Riedel, 2013
- Trigonopterus costipennis Riedel, 2014
- Trigonopterus crassicornis Riedel, 2013
- Trigonopterus crenulatus Riedel, 2019
- Trigonopterus cribratus (Faust, 1899)
- Trigonopterus cribrellicollis Fairmaire, 1881
- Trigonopterus cricki Riedel, 2019
- Trigonopterus crinipes Marshall, 1931
- Trigonopterus cuneatus (Faust, 1899)
- Trigonopterus cuneipennis Riedel, 2013
- Trigonopterus cuprescens Riedel, 2014
- Trigonopterus cupreus Riedel, 2014
- Trigonopterus curtus (Voss, 1960)
- Trigonopterus curvipes Riedel, 2019
- Trigonopterus cyclopensis Riedel, 2013
- Trigonopterus dacrycarpi Riedel, 2014
- Trigonopterus daintreensis Riedel, 2016
- Trigonopterus dakoensis Narakusumo & Riedel, 2021
- Trigonopterus darwini Riedel, 2019
- Trigonopterus daun Narakusumo & Riedel, 2021
- Trigonopterus delapan Riedel, 2014
- Trigonopterus densatus (Faust, 1899)
- Trigonopterus dentipes Riedel, 2014
- Trigonopterus dentirostris Riedel, 2013
- Trigonopterus deplanatus Riedel, 2016
- Trigonopterus diengensis Riedel, 2014
- Trigonopterus difficilis (Faust, 1899)
- Trigonopterus difformis Rheinheimer, 2013
- Trigonopterus dilaticollis (Faust, 1898)
- Trigonopterus dimorphus Riedel, 2014
- Trigonopterus discoidalis Riedel, 2013
- Trigonopterus disruptus Riedel, 2014
- Trigonopterus diversicollis Heller, 1920
- Trigonopterus dromedarius Riedel, 2013
- Trigonopterus dua Riedel, 2014
- Trigonopterus duabelas Riedel, 2014
- Trigonopterus durus Riedel, 2013
- Trigonopterus ebriosus (Pascoe, 1871)
- Trigonopterus echinatus Riedel, 2014
- Trigonopterus echinus Riedel, 2013
- Trigonopterus edaphus Riedel, 2013
- Trigonopterus ejaculatorius Riedel, 2019
- Trigonopterus ellipticus (Pascoe, 1871)
- Trigonopterus empat Riedel, 2014
- Trigonopterus enam Riedel, 2014
- Trigonopterus ephippiatus (Faust, 1899)
- Trigonopterus eremitus Riedel, 2013
- Trigonopterus euops Riedel, 2013
- Trigonopterus evanidus Rheinheimer, 2013
- Trigonopterus ewok Narakusumo & Riedel, 2021
- Trigonopterus femoralis (Faust, 1898)
- Trigonopterus femoridens Rheinheimer, 2013
- Trigonopterus ferrugineus Riedel, 2013
- Trigonopterus finniganensis Riedel, 2016
- Trigonopterus fissitarsis Riedel, 2014
- Trigonopterus flavomaculatus (Voss, 1960)
- Trigonopterus florensis Riedel, 2014
- Trigonopterus foveatus Riedel, 2014
- Trigonopterus fraterculus Riedel, 2016
- Trigonopterus fulgidus Riedel, 2014
- Trigonopterus fulvicornis (Pascoe, 1885)
- Trigonopterus fuscipes Riedel, 2019
- Trigonopterus fusiformis Riedel, 2013
- Trigonopterus garradungensis Riedel, 2016
- Trigonopterus gedensis Riedel, 2014
- Trigonopterus gibbirostris (Faust, 1899)
- Trigonopterus glaber Riedel, 2013
- Trigonopterus globatus (Voss, 1960)
- Trigonopterus gonatoceros Riedel, 2013
- Trigonopterus gracilipes Riedel, 2019
- Trigonopterus granum Riedel, 2013
- Trigonopterus grimmi Riedel, 2022
- Trigonopterus gundala Narakusumo & Riedel, 2021
- Trigonopterus halimunensis Riedel, 2014
- Trigonopterus hartleyensis Riedel, 2016
- Trigonopterus hasenpuschi Riedel, 2016
- Trigonopterus hassleri Rheinheimer, 2013
- Trigonopterus heberti Riedel, 2019
- Trigonopterus helios Riedel, 2013
- Trigonopterus heteropunctatus Heller, 1920
- Trigonopterus hirsutus Riedel, 2019
- Trigonopterus hitoloorum Riedel, 2013
- Trigonopterus honjensis Riedel, 2014
- Trigonopterus hoppla Narakusumo & Riedel, 2021
- Trigonopterus humilis Riedel, 2019
- Trigonopterus hypocrita Riedel, 2019
- Trigonopterus idefix Riedel, 2019
- Trigonopterus ijensis Riedel, 2014
- Trigonopterus illex (Faust, 1899)
- Trigonopterus illitus (Faust, 1899)
- Trigonopterus imitatus Riedel, 2013
- Trigonopterus impar (Faust, 1898)
- Trigonopterus impressicollis Riedel, 2019
- Trigonopterus incendium Riedel, 2019
- Trigonopterus inclusus (Pascoe, 1871)
- Trigonopterus incognitus Riedel, 2019
- Trigonopterus indigenus Riedel, 2019
- Trigonopterus inflatus Riedel, 2013
- Trigonopterus inhonestus Riedel, 2019
- Trigonopterus insignis Fauvel, 1862
- Trigonopterus insularis Riedel, 2013
- Trigonopterus interpositus (Voss, 1960)
- Trigonopterus invalidus Riedel, 2019
- Trigonopterus irregularis Riedel, 2013
- Trigonopterus ixodiformis Riedel, 2013
- Trigonopterus jasminae Riedel, 2019
- Trigonopterus javensis Riedel, 2014
- Trigonopterus jekelii (Fauvel, 1867)
- Trigonopterus johorensis Riedel, 2022
- Trigonopterus kakimerah Narakusumo & Riedel, 2021
- Trigonopterus kalimantanensis Riedel, 2014
- Trigonopterus kanawiorum Riedel, 2013
- Trigonopterus katayoi Riedel, 2013
- Trigonopterus katopasensis Narakusumo & Riedel, 2021
- Trigonopterus kintamanensis Riedel, 2014
- Trigonopterus klabatensis Riedel, 2019
- Trigonopterus klatakanensis Riedel, 2014
- Trigonopterus kolakensis Riedel, 2019
- Trigonopterus kotamobagensis Riedel, 2019
- Trigonopterus koveorum Riedel, 2013
- Trigonopterus kumbang Narakusumo & Riedel, 2019
- Trigonopterus kurandensis Riedel, 2016
- Trigonopterus kurulu Riedel, 2013
- Trigonopterus kuscheli Rheinheimer, 2013
- Trigonopterus laetus (Lea, 1913)
- Trigonopterus laevigatus Riedel, 2019
- Trigonopterus lambirensis Riedel, 2022
- Trigonopterus lampros Riedel, 2019
- Trigonopterus lampungensis Riedel, 2014
- Trigonopterus laratensis Narakusumo & Riedel, 2019
- Trigonopterus latipennis Riedel, 2019
- Trigonopterus latipes Riedel, 2014
- Trigonopterus lekiorum Riedel, 2013
- Trigonopterus lescheni Rheinheimer, 2013
- Trigonopterus lewisensis Riedel, 2016
- Trigonopterus lima Riedel, 2014
- Trigonopterus linauensis Riedel, 2022
- Trigonopterus lineatus Riedel, 2013
- Trigonopterus lineellus Riedel, 2013
- Trigonopterus lombokensis Riedel, 2014
- Trigonopterus lompobattangensis Riedel, 2019
- Trigonopterus luwukensis Riedel, 2019
- Trigonopterus maculatus Riedel, 2013
- Trigonopterus mahawuensis Riedel, 2019
- Trigonopterus manadensis Riedel, 2019
- Trigonopterus mangkutanensis Riedel, 2019
- Trigonopterus matakensis Narakusumo & Riedel, 2021
- Trigonopterus matalibaruensis Riedel, 2019
- Trigonopterus melas (Faust, 1899)
- Trigonopterus mendax Marshall, 1931
- Trigonopterus merophysioides Fairmaire, 1881
- Trigonopterus merubetirensis Riedel, 2014
- Trigonopterus mesai Riedel, 2019
- Trigonopterus mesehensis Riedel, 2014
- Trigonopterus micans Riedel, 2014
- Trigonopterus microreticulatus Riedel, Trnka & Wahab
- Trigonopterus mimicus Riedel, 2013
- Trigonopterus minahassae Riedel, 2019
- Trigonopterus minutus (Voss, 1960)
- Trigonopterus misellus Riedel, 2014
- Trigonopterus moatensis Riedel, 2019
- Trigonopterus modoindingensis Riedel, 2019
- Trigonopterus moduai Narakusumo & Riedel, 2021
- Trigonopterus mons Narakusumo & Riedel, 2021
- Trigonopterus montanus Riedel, 2016
- Trigonopterus monteithi Riedel, 2016
- Trigonopterus monticola Riedel, 2013
- Trigonopterus montivagus Riedel, 2013
- Trigonopterus moreaorum Riedel, 2013
- Trigonopterus morokensis (Faust, 1899)
- Trigonopterus mossmanensis Riedel, 2016
- Trigonopterus mulensis Riedel, 2022
- Trigonopterus myops Riedel, 2013
- Trigonopterus nangiorum Riedel, 2013
- Trigonopterus nanus Riedel, 2019
- Trigonopterus nasutus (Pascoe, 1871)
- Trigonopterus neglectus (Faust, 1899)
- Trigonopterus nitidulus Riedel, 2019
- Trigonopterus nothofagorum Riedel, 2013
- Trigonopterus obelix Riedel, 2019
- Trigonopterus oberprieleri Riedel, 2016
- Trigonopterus oblongus (Pascoe, 1885)
- Trigonopterus obnixus (Faust, 1899)
- Trigonopterus obsidianus Van Dam & Riedel, 2016
- Trigonopterus ovalipunctatus Riedel, 2019
- Trigonopterus ovatulus Riedel, 2019
- Trigonopterus ovatus Riedel, 2013
- Trigonopterus oviformis Riedel, 2013
- Trigonopterus pagaranganensis Riedel, 2019
- Trigonopterus palawanensis Riedel, 2014
- Trigonopterus palopensis Riedel, 2019
- Trigonopterus pangandaranensis Riedel, 2014
- Trigonopterus paracollaris Riedel, 2019
- Trigonopterus paraflorensis Riedel, 2014
- Trigonopterus paramoduai Narakusumo & Riedel, 2021
- Trigonopterus pararugosus Riedel, 2014
- Trigonopterus parasumbawensis Riedel, 2014
- Trigonopterus parumsquamosus Riedel, 2013
- Trigonopterus parvulus Riedel, 2013
- Trigonopterus parvus Rheinheimer, 2013
- Trigonopterus paucisquamosus (Heller, 1915)
- Trigonopterus pauper Riedel, 2019
- Trigonopterus pauxillus Riedel, 2014
- Trigonopterus payungensis Riedel, 2014
- Trigonopterus pembertoni (Zimmerman, 1938)
- Trigonopterus pendolensis Riedel, 2019
- Trigonopterus phoenix Riedel, 2013
- Trigonopterus pilosipes Rheinheimer, 2013
- Trigonopterus plicicollis Riedel, 2013
- Trigonopterus politoides Riedel, 2013
- Trigonopterus politus (Faust, 1899)
- Trigonopterus pomberimbensis Narakusumo & Riedel, 2021
- Trigonopterus pompangeensis Narakusumo & Riedel, 2021
- Trigonopterus porcatus Riedel, 2014
- Trigonopterus porg Narakusumo & Riedel, 2019
- Trigonopterus posoensis Riedel, 2019
- Trigonopterus prismae Riedel, 2019
- Trigonopterus procurtus Riedel, 2019
- Trigonopterus proximus (Voss, 1960)
- Trigonopterus pseudallotopus Riedel, 2019
- Trigonopterus pseudanalis Riedel, 2019
- Trigonopterus pseudinsignis Rheinheimer, 2013
- Trigonopterus pseudoflorensis Riedel, 2014
- Trigonopterus pseudogranum Riedel, 2013
- Trigonopterus pseudomanadensis Riedel, 2019
- Trigonopterus pseudonasutus Riedel, 2013
- Trigonopterus pseudosimulans Riedel, 2019
- Trigonopterus pseudosumbawensis Riedel, 2014
- Trigonopterus pseudofulvicornis Riedel, 2019
- Trigonopterus pseudovalipunctatus Riedel, 2019
- Trigonopterus pseudovatulus Riedel, 2019
- Trigonopterus ptolycoides Riedel, 2013
- Trigonopterus pulchellus (Pascoe, 1885)
- Trigonopterus pulicaris (Pascoe, 1885)
- Trigonopterus pullus (Voss, 1960)
- Trigonopterus pumilus Riedel, 2019
- Trigonopterus punctatoseriatus Riedel, 2014
- Trigonopterus puncticollis Van Dam & Riedel, 2016
- Trigonopterus punctulatus Riedel, 2013
- Trigonopterus pusillus (Faust, 1899)
- Trigonopterus puspoi Narakusumo & Riedel, 2021
- Trigonopterus quadrimaculatus Rheinheimer, 2013
- Trigonopterus ragaorum Riedel, 2013
- Trigonopterus ranakensis Riedel, 2014
- Trigonopterus rantepao Riedel, 2019
- Trigonopterus relictus Riedel, 2014
- Trigonopterus reticulatus Riedel, 2019
- Trigonopterus rhinoceros Riedel, 2013
- Trigonopterus rhomboidalis Riedel, 2013
- Trigonopterus rhombiformis Riedel, 2019
- Trigonopterus rinjaniensis Riedel, 2014
- Trigonopterus robertsi Riedel, 2016
- Trigonopterus roensis Riedel, 2014
- Trigonopterus rosichoni Narakusumo & Riedel, 2021
- Trigonopterus rostralis (Lea, 1928)
- Trigonopterus rotundatus Riedel, 2019
- Trigonopterus rotundulus Riedel, 2019
- Trigonopterus rubidus Narakusumo & Riedel, 2021
- Trigonopterus rubiginosus Riedel, 2013
- Trigonopterus rubripennis Riedel, 2013
- Trigonopterus rudis Riedel, 2019
- Trigonopterus rufibasis Riedel, 2013
- Trigonopterus rufipennis (Pascoe, 1885)
- Trigonopterus rufipes Riedel, 2019
- Trigonopterus rufipterus Rheinheimer, 2013
- Trigonopterus rufithorax Rheinheimer, 2013
- Trigonopterus rugosostriatus Riedel, 2014
- Trigonopterus rugosus Riedel, 2014
- Trigonopterus rutengensis Riedel, 2014
- Trigonopterus saltator Riedel, 2014
- Trigonopterus salubris (Faust, 1898)
- Trigonopterus sampunensis Riedel, 2019
- Trigonopterus sampuragensis Riedel, 2019
- Trigonopterus santubongensis Riedel, 2014
- Trigonopterus sarawakensis Riedel, 2022
- Trigonopterus sarinoi Narakusumo & Riedel, 2021
- Trigonopterus sasak Riedel, 2014
- Trigonopterus satu Riedel, 2014
- Trigonopterus satyrus Riedel, 2019
- Trigonopterus scabripes Riedel, 2019
- Trigonopterus scabrosus Riedel, 2013
- Trigonopterus scaphiformis Riedel, 2019
- Trigonopterus scaphioides (Pascoe, 1871)
- Trigonopterus scharfi Riedel, 2013
- Trigonopterus schulzi Riedel, 2014
- Trigonopterus scissops Riedel, 2013
- Trigonopterus scitulus Riedel, 2019
- Trigonopterus sculptirostris (Lea, 1928)
- Trigonopterus sculpturatus Rheinheimer, 2013
- Trigonopterus sebelas Riedel, 2014
- Trigonopterus seclusus (Faust, 1899)
- Trigonopterus sejunctus (Faust, 1899)
- Trigonopterus selaruensis Narakusumo & Riedel, 2019
- Trigonopterus selayarensis Riedel, 2019
- Trigonopterus sellatus (Faust, 1899)
- Trigonopterus sembilan Riedel, 2014
- Trigonopterus semicribrosus Fairmaire, 1881
- Trigonopterus semirubrus (Hustache, 1925)
- Trigonopterus sepuluh Riedel, 2014
- Trigonopterus seriatus Riedel, 2014
- Trigonopterus serratifemur Riedel, 2014
- Trigonopterus serratipes Marshall, 1931
- Trigonopterus serripes Riedel, 2019
- Trigonopterus seticnemis Riedel, 2019
- Trigonopterus setifer Riedel, 2014
- Trigonopterus setipoides Rheinheimer, 2013
- Trigonopterus setipus Rheinheimer, 2013
- Trigonopterus sexmaculatus Rheinheimer, 2013
- Trigonopterus siamensis Riedel, 2022
- Trigonopterus signicollis Riedel, 2013
- Trigonopterus silaliensis Van Dam & Riedel, 2016
- Trigonopterus silvestris Riedel, 2014
- Trigonopterus silvicola Riedel, 2019
- Trigonopterus similis (Faust, 1899)
- Trigonopterus simulans Riedel, 2013
- Trigonopterus singaporensis Riedel, 2022
- Trigonopterus singkawangensis Riedel, 2014
- Trigonopterus singularis Riedel, 2014
- Trigonopterus sinuatus Riedel, 2014
- Trigonopterus soiorum Riedel, 2013
- Trigonopterus solidus (Faust, 1899)
- Trigonopterus sordidus Riedel, 2013
- Trigonopterus squalidulus Riedel, 2019
- Trigonopterus squalidus Riedel, 2014
- Trigonopterus squamirostris Riedel, 2013
- Trigonopterus squamosus (Lea, 1928)
- Trigonopterus striatipennis (Lea, 1928)
- Trigonopterus striatus Riedel, 2013
- Trigonopterus strigatus Riedel, 2013
- Trigonopterus strombosceroides Riedel, 2013
- Trigonopterus subglabratus Riedel, 2013
- Trigonopterus submetallicus Marshall, 1921
- Trigonopterus subrubricollis Heller, 1920
- Trigonopterus sulawesiensis Riedel, 2019
- Trigonopterus sulcatus Riedel, 2013
- Trigonopterus sumatrensis Riedel, 2014
- Trigonopterus sumbawensis Riedel, 2014
- Trigonopterus sundaicus Riedel, 2014
- Trigonopterus sutrisnoi Narakusumo & Riedel, 2021
- Trigonopterus suturaelevata Rheinheimer, 2013
- Trigonopterus suturalis Riedel, 2014
- Trigonopterus suturatus Riedel, 2019
- Trigonopterus syarbis Riedel, 2014
- Trigonopterus taenzleri Riedel, 2013
- Trigonopterus talpa Riedel, 2013
- Trigonopterus tanimbarensis Narakusumo & Riedel, 2019
- Trigonopterus tanah Narakusumo & Riedel, 2021
- Trigonopterus tatorensis Riedel, 2019
- Trigonopterus taurekaorum Riedel, 2013
- Trigonopterus tejokusumoi Narakusumo & Riedel, 2021
- Trigonopterus telagensis Riedel, 2014
- Trigonopterus tenuipes Riedel, 2019
- Trigonopterus tepalensis Riedel, 2014
- Trigonopterus terraereginae Riedel, 2016
- Trigonopterus tialeorum Riedel, 2013
- Trigonopterus tibialis Riedel, 2013
- Trigonopterus tiga Riedel, 2014
- Trigonopterus toboliensis Narakusumo & Riedel, 2021
- Trigonopterus tolitoliensis Narakusumo & Riedel, 2021
- Trigonopterus tomohonensis Riedel, 2019
- Trigonopterus toraja Riedel, 2019
- Trigonopterus tounensis Narakusumo & Riedel, 2021
- Trigonopterus tridentatus Riedel, 2013
- Trigonopterus trigonopterus Riedel, 2014
- Trigonopterus triradiatus Narakusumo & Riedel, 2019
- Trigonopterus tujuh Riedel, 2014
- Trigonopterus ujungkulonensis Riedel, 2014
- Trigonopterus unicolor Rheinheimer, 2013
- Trigonopterus uniformis Riedel, 2013
- Trigonopterus unyil Narakusumo & Riedel, 2021
- Trigonopterus vandekampi Riedel, 2010
- Trigonopterus vanus (Faust, 1899)
- Trigonopterus variabilis Riedel, 2013
- Trigonopterus variolosus Riedel, 2014
- Trigonopterus velaris Riedel, 2013
- Trigonopterus verrucosus Riedel, 2013
- Trigonopterus vicinus Riedel, 2019
- Trigonopterus viduus Riedel, 2019
- Trigonopterus violaceus Riedel, 2013
- Trigonopterus viridescens Riedel, 2013
- Trigonopterus volcanorum Riedel, 2019
- Trigonopterus vulcanicus Riedel, 2014
- Trigonopterus wallacei Riedel, 2014
- Trigonopterus wamenaensis Riedel, 2013
- Trigonopterus wangiwangiensis Riedel, 2019
- Trigonopterus wariorum Riedel, 2013
- Trigonopterus watsoni Riedel, 2019
- Trigonopterus yoda Riedel, 2019
- Trigonopterus yorkensis Riedel, 2016
- Trigonopterus zonatus Heller, 1920
- Trigonopterus zygops Riedel, 2013